# Childhood Brasil
A Childhood Brasil é o braço nacional da World Childhood Foundation (Childhood), organização criada em 1999 pela Rainha Sílvia da Suécia, com o objetivo de defender os direitos da infância e promover melhores condições de vida para crianças em situação de vulnerabilidade em todo o mundo.
Além do Brasil, a Childhood também possui escritórios na Suécia, Estados Unidos e Alemanha, tendo apoiado mais de 500 projetos em 16 países.
Com sede na cidade de São Paulo, a Childhood Brasil é certificada como Organização da Sociedade Civil de Interesse Público (OSCIP) e como Entidade Promotora dos Direitos Humanos.

## Forma de Atuação
O foco da Childhood Brasil é a proteção da infância contra o abuso e a exploração sexual, problemas de causas diversas que só podem ser solucionados por meio de ações integradas entre Governos, empresas, organizações sociais e sociedade em geral.
A organização desenvolve programas próprios, de abrangência regional ou nacional. São iniciativas que pretendem informar a sociedade, capacitar diferentes profissionais, fortalecer redes de proteção e influenciar a política pública, de modo a contribuir para transformações positivas e duradouras.
Em paralelo, a Childhood Brasil apoia projetos desenvolvidos por outras ONGs em comunidades, fomentando experiências de intervenção e contribuindo para o desenvolvimento de organizações de base.
Por meio de 17 programas e 63 projetos, a organização já beneficiou mais de 1,1 milhão de crianças, adolescentes, familiares e profissionais de diferentes setores.

## Programas e Projetos
A Childhood Brasil agrupa em quatro eixos estratégicos os projetos que apoia e os programas que desenvolve:
A) PactAção – Pretendem desenvolver iniciativas e mobilizar os diferentes setores para agir em favor da causa.
B) FormAgente – Formam profissionais como agentes de proteção de crianças e adolescentes.
C) Lei na Prática – Têm o objetivo de contribuir pela garantia do direito à proteção especial.
D) Comunica Brasil – Trabalham a comunicação como estratégia de informação, educação e mobilização.
São exemplos de iniciativas:
- Programa Na Mão Certa - É uma iniciativa baseada em estratégias intersetoriais e educacionais para enfrentamento da exploração sexual de crianças e adolescentes nas estradas. Criado a partir de pesquisa feita com caminhoneiros de todo o país, o programa propõe um pacto empresarial com alta adesão por parte de empresas e entidades empresariais.

- Programa Refazendo Laços – Realizado em parceria com o poder público, esse projeto capacita agentes para atender e encaminhar casos de violência doméstica e sexual contra crianças e adolescentes em São José dos Campos (SP). Considerado modelar, o programa refazendo laços serve como modelo para outras iniciativas da Childhood Brasil.

- Concurso Tim Lopes de Investigação Jornalística – Realizado em parceria com a Agência Nacional dos Direitos da Infância (ANDI), o concurso premia projetos de pauta de investigação jornalística sobre abuso e exploração sexual de crianças e adolescentes, qualificando e fomentando a cobertura sobre o tema.